# Gorna Hadjiiska, Veliko Tărnovo
Gorna Hadjiiska (în bulgară Горна Хаджийска) este un sat în comuna Zlatarița, regiunea Veliko Tărnovo,  Bulgaria. 

## Demografie
Componența etnică a satului Gorna Hadjiiska
     Nicio identificare (100%)
     Altele (0%)
La recensământul din 2011, populația satului Gorna Hadjiiska era de 2 locuitori. . Pentru 100,0% din locuitori nu este cunoscută apartenența etnică.